# Jon Andoni Pérez
Jon Andoni Pérez Alonso, meglio noto come Bolo (Bilbao, 5 marzo 1974), è un ex calciatore spagnolo, di ruolo attaccante, tecnico del Burgos.

## Carriera
Cresciuto nella cantera dell'Athletic Bilbao, debutta con il Bilbao Athletic nella stagione 1993-1994. L'anno successivo debutta con la prima squadra il 20 febbraio 1994 durante Real Saragozza-Athletic Club (1-0).
Nel 1996-1997 va in prestito all'Osasuna e l'anno successivo all'Hercules, per ritornare con i rojiblancos nella stagione 1998-1999.
Nel corso dello stesso anno si trasferisce al Rayo Vallecano, militandovi cinque stagione e collezionando quasi 200 presenze. Nel 2004 viene acquistato dal Club Gimnàstic de Tarragona, due anni più tardi va al Numancia e nel 2008 al Barakaldo, dove conclude la carriera al termine della stagione.
In carriera ha inoltre giocato anche 5 partite con la Selezione di calcio dei Paesi Baschi.

## Palmarès

### Giocatore

#### Competizioni nazionali
- Segunda División: 1

Numancia: 2007-2008